# Пивоварово (Зав'яловський район)
Пивова́рово (рос. Пивоварово) — присілок в Зав'яловському районі Удмуртії, Росія.
Знаходиться на невеликій річці, правій притоці Постолки. Розташоване на південний захід від присілка Середній Постол.

## Населення
Населення — 10 осіб (2012; 21 в 2010).
Національний склад станом на 2002 рік:
- удмурти — 67 %

## Урбаноніми[3]
- вулиці — Дачна, Центральна